# Кандауровські Води
Кандауровські Води — річка в Україні у Кропивницькому районі Кіровоградської області. Ліва притока річки Северинки (басейн Південного Бугу).

## Опис
Довжина річки 7,31 км, найкоротша відстань між витоком і гирлом — 6,63  км, коефіцієнт звивистості річки — 1,10 . Формується декількома струмками та загатами.

## Розташування
Бере початок у селі Плішки. Тече переважно на південний захід і біля села Зелений Гай впадає у річку Северинка, ліву притоку річки Інгул.